# Chathambelhoningvogel
q
De chathambelhoningvogel (Anthornis melanocephala) is een uitgestorven zangvogel uit de familie Meliphagidae (honingeters). De vogel leek sterk op de Maori-belhoningvogel (Anthornis melanura), maar was groter.

## Verspreiding en leefgebied
Deze soort is kwam voor op de Chathameilanden, Mangere Island en Little Mangere (Nieuw-Zeeland). Het leefgebied was dicht natuurlijk bos en struikgewas.

## Status
De laatste waarnemingen zijn uit 1906. Speciaal onderzoek in 1938 leverde geen bewijs dat de vogelsoort nog bestond. De oorzaken van het uitsterven zijn onduidelijk, het is een combinatie van habitatverlies en predatie door invasieve zoogdieren.